# Better Dayz
A Better Dayz című album a második volt a közül a két album közül, amelyet az Amaru/Death Row páros adott ki Tupac Shakur Death Row Recordsnál felvett hanganyagaiból (az első az Until the End of Time volt). A kiadó az előző lemez hibáiból okulva (jórészt egy producer készítette az egészet) próbált változtatni, és változatos producereket alkalmazni. Az eredmény nem ugyanaz a híres 2Pac hangzás lett, ami az előadó előző albumaiból áradt, ám mindenképpen egy átlagos mainstream lemez felett állt szintben, köszönhető a 2Pac szövegeiben megtalálható üzeneteknek. A Better Dayz 3x-os platinalemez lett, és egy maxit is kiadtak az albumból (a Thugz Mansiont), videóklippel.

## Számok

### CD 1
1. "Intro"
2. "Still Ballin' [Nitty Remix]"
3. "When We Ride On Our Enemies [Briss Remix]"
4. "Changed Man [Jazze Pha Remix]"
5. "Fuck 'Em All"
6. "Never B Peace [Nitty Remix]"
7. "Mama's Just a Little Girl [KP Remix]"
8. "Street Fame [Briss Remix]"
9. "Whatcha Gonna Do"
10. "Fair Xchange [Jazze Pha Remix]"
11. "Late Night"
12. "Ghetto Star"
13. "Thugz Mansion (Nas Acoustic)"

### CD 2
1. "My Block [Nitty Remix]"
2. "Thugz Mansion [7 Remix]"
3. "Never Call U Bitch Again"
4. "Better Dayz"
5. "U Can Call [Jazze Pha Remix]"
6. "Military Minds"
7. "Fame"
8. "Fair Xchange [Mya Remix]"
9. "Catchin' Feelings"
10. "There U Go"
11. "This Life I Lead"
12. "Who Do U Believe In"
13. "They Don't Give a F*** About Us"
14. "[Rejtett szám /Outro/]"